# Воронино (Смоленский район)
Воронино — деревня в Смоленском районе Смоленской области России. Входит в состав Катынского сельского поселения. Население — 10 жителей (2007 год).
Расположена в западной части области в 26 км к западу от Смоленска, в 4 км южнее автодороги М1 «Беларусь», на берегу реки Вязовня. В 0,5 км севернее деревни расположена железнодорожная станция Воронино на линии Москва — Минск.

## История
В годы Великой Отечественной войны деревня была оккупирована гитлеровскими войсками в июле 1941 года, освобождена в сентябре 1943 года.